# Emails I Can’t Send
Emails I Can’t Send — пятый студийный альбом американской певицы и автора песен Сабрины Карпентер, выпущенный 15 июля 2022 года лейблом Island Records. Это первый студийный альбом Карпентер на этом лейбле. С альбома было выпущено шесть синглов: «Skinny Dipping», «Fast Times», «Vicious», «Because I Liked a Boy», «Nonsense» и «Feather».
Альбом занял 44-е место в списке ста лучших альбомов 2022 года по версии журнала Rolling Stone. В американском чарте Billboard 200 он достиг 23-й строчки и стал альбомом Карпентер, занявшим самое высокое место в чарте. «Nonsense» стала ее второй записью в Billboard Hot 100. Для рекламы альбома Карпентер отправилась в тур Emails I Can’t Send в сентябре 2022 года. Также она исполнила несколько песен с альбома, выступив на разогреве у Тейлор Свифт в туре Eras (2023—2024).

## Предыстория и выпуск
«Многое из этого было связано с юмористической стороной вещей. Я бы читала это и думала: „О боже, это так ужасно, как я могла такое сказать?“. Тогда это превратилось бы в песню. В большинстве песен, которые получались, я говорила что-то вроде: „О боже, это ужасно, я не могу этого сказать“, а потом я говорила это, но в течение трех минут».— об электронных письмах, которые Сабрина писала самой себе, отрывок из интервью Teen Vogue
В июне 2019 года, во время продвижения её четвёртого студийного альбома Singular: Act II, журнал Marie Claire сообщил, что Карпентер начала работу над пятым студийным альбомом. В 2020 году она выпустила «Honeymoon Fades» и песни, призванные поддержать её актерскую карьеру, такие как «Let Me Move You», для саундтреков фильмов Work It и Clouds. В январе 2021 года Карпентер подписала контракт с Island Records и выпустила «Skin». Трек достиг 48-й строчки в Billboard Hot 100, став её первой записью в чарте.
Карпентер сообщила Teen Vogue в сентябре 2021 года, что многие песни альбома были написаны на основе электронных писем, которые она писала самой себе, например песня, которой она поделилась 7 августа с описанием «intro», позже ставшая заглавным треком альбома. Она также рассказала, что закончила запись альбома в Нью-Йорке с Джулией Майклс, Джей Пи Саксом, Джоном Райаном и Лероем Клэмпиттом, после того как переехала в финансовый район Манхэттена, в июне 2021 года. Карпентер подтвердила в эфире The Tonight Show с Джимми Фэллоном, что альбом выйдет где-то в 2022 году и что название было скрыто в работе, выпущенной годом ранее. Подсказка к названию альбома была в музыкальном клипе на песню «Skinny Dipping», в кадре, где название появляется в игре «Скрэббл».
9 марта 2023 года Карпентер анонсировала подарочное издание альбома под названием Emails I Can’t Send Fwd:. Он был выпущен 17 марта 2023 года.

## Синглы
«Skinny Dipping» был выпущен в качестве лид-сингла альбома 9 сентября 2021 года. «Fast Times» был выпущен в качестве второго сингла альбома 18 февраля 2022 года. «Vicious» был выпущен в качестве третьего сингла 1 июля 2022 года вместе с пред-заказом альбома. «Because I Liked a Boy» была выпущена в качестве четвертого сингла 15 июля 2022 года вместе с альбомом и музыкальным клипом к нему. Музыкальное видео на песню «Nonsense», которая, как позже подтвердила певицы, стала пятым синглом с альбома, было выпущено 10 ноября 2022 года. «Feather» был выпущен в качестве шестого сингла вместе с подарочным изданием альбома Emails I Can’t Send Fwd:.

## Реклама
30 августа 2022 года Сабрина исполнила четвертый сингл с альбома «Because I Liked a Boy» на The Late Late Show с Джеймсом Корденом.

### Тур
15 августа 2022 года Карпентер объявила, что отправится в свой четвертый концертный тур в поддержку Emails I Can’t Send. Первый этап тура начался 29 сентября 2022 года в Атланте, штат Джорджия, и завершился 20 октября 2022 года в Орландо, штат Флорида.
12 декабря 2022 года певица объявила о проведении второго североамериканского этапа тура весной 2023 года.